# Arvee
Arvee, pseudoniem voor René de Vreugd (Hillegom, 1956), is een Nederlandse kunstschilder en woont en werkt in Zandvoort.

## Leven en werk
Kleur, vorm, beweging en compositie zijn zaken die hem al vanaf zijn jeugd bezighouden. Arvee is autodidact. Op de leeftijd van 12 wordt zijn talent opgemerkt, hetgeen hem met zijn pentekeningen zijn eerste expositie oplevert bij de Haarlemse Kunstkring. Tijdens zijn studie in Duitsland verdient hij wat bij met het maken van tekeningen op straat. Belangrijkste thema’s zijn landschappen en portretten.. 
Vanuit de figuratie abstraheert Arvee zijn thema’s steeds meer tot zijn huidige lyrisch abstracte werken. In vele lagen olieverf bouwt hij zowel spanning als balans op in zijn werk. Arvee werkt intuïtief met het dagelijks leven als belangrijkste thema. Hij schildert zelden nat-in-nat. Hij bouwt over een periode van vele maanden laag over laag zijn composities op. Arvee is een colorist die zijn  kleuren organisch in elkaar over laat lopen, zonder strakke begrenzingen.
Naast kunstschilder is René de Vreugd ook altijd handelaar geweest. De handel in hout voorziet aanvankelijk in zijn levensonderhoud. Vanaf halverwege de jaren ’90 groeit zijn succes als beeldend kunstenaar en ontwikkelt hij zich als internationaal erkend en herkend kunstenaar. Samen met zijn partner start hij de Galerie De Vreugd en Hendriks, waarin hij naast zijn eigen werk ook het werk van andere gerenommeerde kunstenaars aan de man brengt. Arvee is zowel kunstenaar als ondernemer en vaak te zien op verschillende kunstbeurzen in binnen- en buitenland. In 2019 toont hij zijn werk tijdens de Biënnale van Venetië in Palazzo Mora. 

## Werk in openbare collecties (selectie)
- Musiom, Amersfoort
- Galerie De Vreugd en Hendriks, Zandvoort

## Exposities (selectie)
- Galerie & beeldentuin Hoeve Rijlaarsdam, Nieuwkoop
- Naarden The Art Fair, Naarden
- FINE Art Fair, Baarn
- Affordable Art Fair, Amsterdam
- Kunst & antiekweekend, Naarden
- Personal Structures, Palazzo Mora, Venetië

- RKD-Nederlands Instituut voor Kunstgeschiedenis: 203845